# Panny dworskie (film)
Panny dworskie (oryg. Las Meninas) – ukraiński dramat psychologiczny z 2008 roku w reżyserii Igora Podolczaka, będący jego pełnometrażowym debiutem. 
Film powstał przy udziale MF Films (oddział Fondu Masocha). Jest to pierwszy ukraiński film, który brał udział w konkursie „Tiger Awards Competition” na Międzynarodowym Festiwalu Filmowym w Rotterdamie. Ogółem (z początkiem 2012 roku) film wziął udział w 27 festiwalach filmowych, w 10 z nich w programie konkursowym.

…Film Podolczaka, obok prac Majewskiego i Bartasa, wydaje się być doskonałym przykładem filmowego lub post-filmowego "marzenia o geście" (Agamben 1993, s. 139), który przenosi widza w wyraźnie subiektywny i surrealistyczny świat enigmatycznych obrazów….

## O filmie

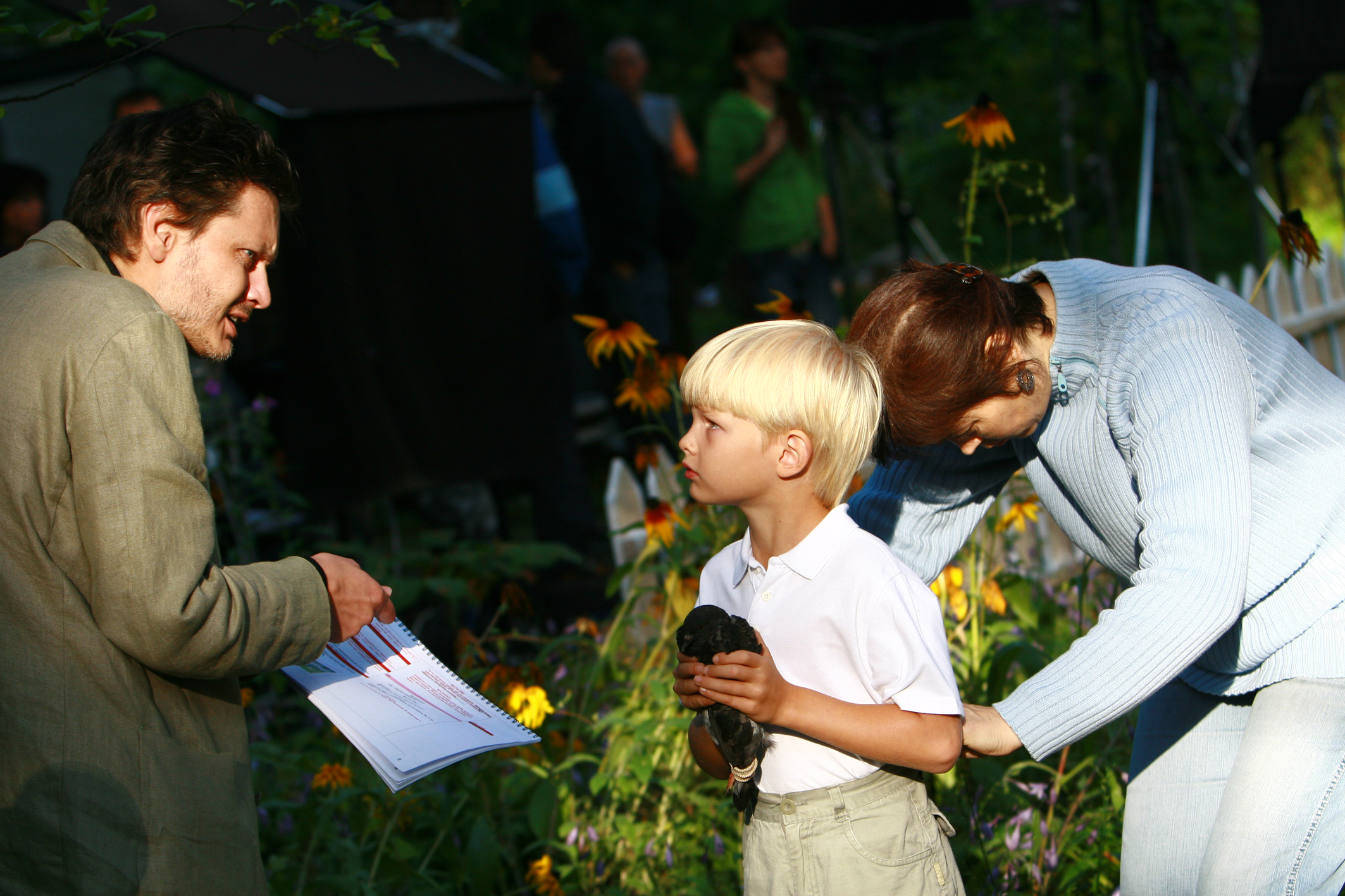
Ihor Podolczak i Stas Arsentiew, Puszcza Wodycia, 2006

Czteroosobowa rodzina (Ojciec, Matka, Córka i Syn) mieszka w praktycznie całkowitej izolacji w rodzinnej posesji za miastem, która wydaje się być labiryntem korytarzy i odzwierciedleń lustrzanych. Owa zamknięta przestrzeń jest na tyle pogmatwana, że tworzy coś na kształt wstęgi Möbiusa, przez co oś czasu zostaje również zniekształcona, skutkiem czego jest przeplatanie się teraźniejszości z przyszłością – w tym domu nie ma różnicy pomiędzy biegiem czasu do przodu i do tyłu, tak samo jak nie ma różnicy pomiędzy mglistymi wspomnieniami a realnymi zdarzeniami. Główna postać filmu – to 30-letni syn, prawie nie pojawia się na ekranie, ale poczucie jego obecności jest totalne. On od dziecka choruje na egzemę i astmę, co wykorzystuje jako narzędzie do manipulowania rodzicami i siostrą. Życie rodziny zostaje przekształcone w niekończący się rytuał zadowalania jego zachcianek i oczekiwania w trwodze na kolejny atak astmy. Fabuła rozwija się bez tradycyjnego wątku kulminacji. Jest to fabuła odzwierciedlenia, fabuła zamkniętego koła. Podolczak odrzuca tradycyjną narrację i kolejnie następujące po sobie zdarzenia, zaciąga widza do filmu proponując mu rolę niewidzialnego świadka zdarzeń, który jest pozbawiony psychologicznych mechanizmów obronnych. Tym sposobem widz przestaje odczuwać granicę pomiędzy refleksją własną a refleksją bohaterów filmu. Właśnie w tym momencie ukazuje się związek pomiędzy filmem a obrazem Velázqueza pod taką samą nazwą, do której apeluje reżyser.

## Obsada

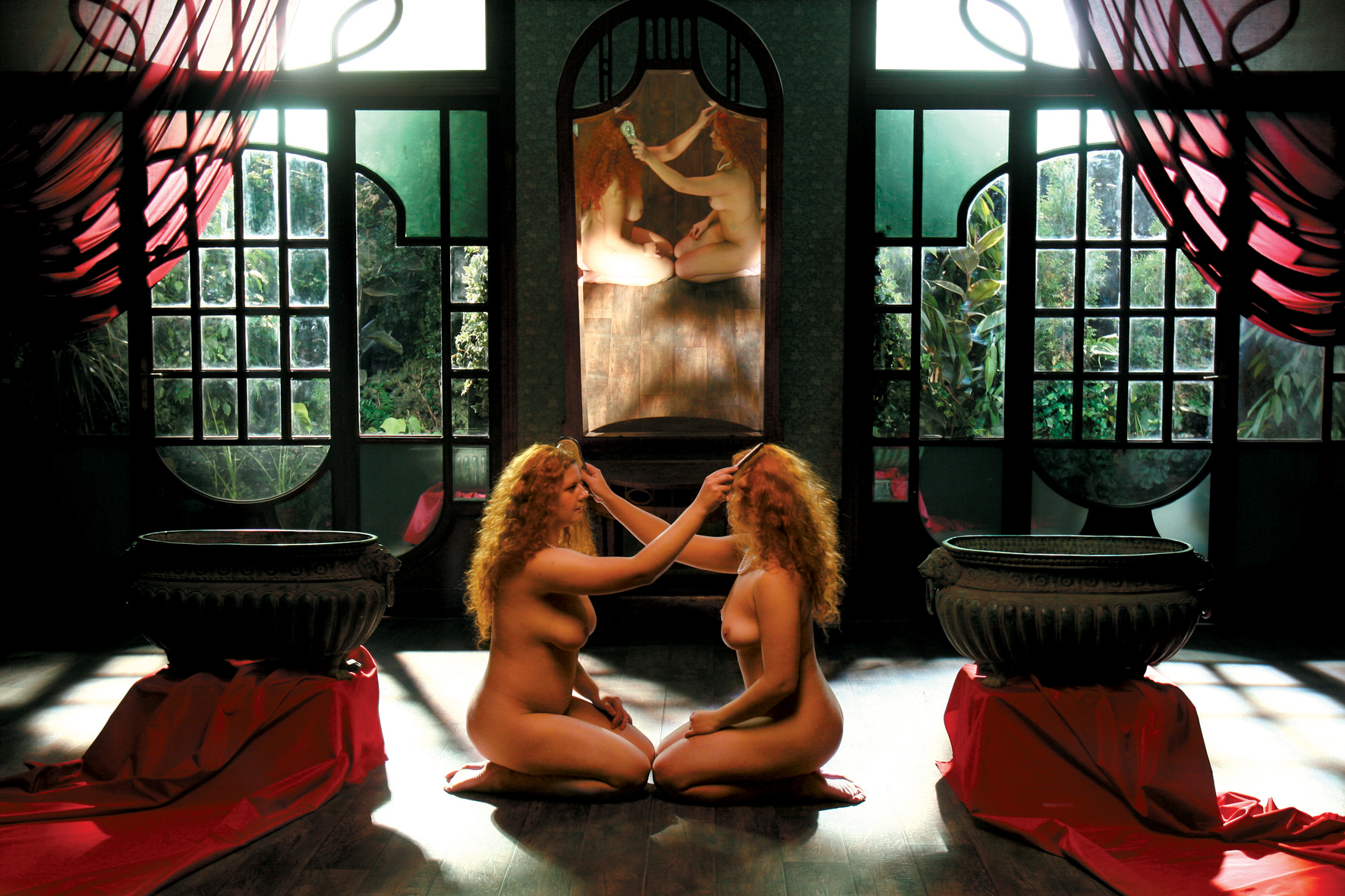
Kadr z filmu

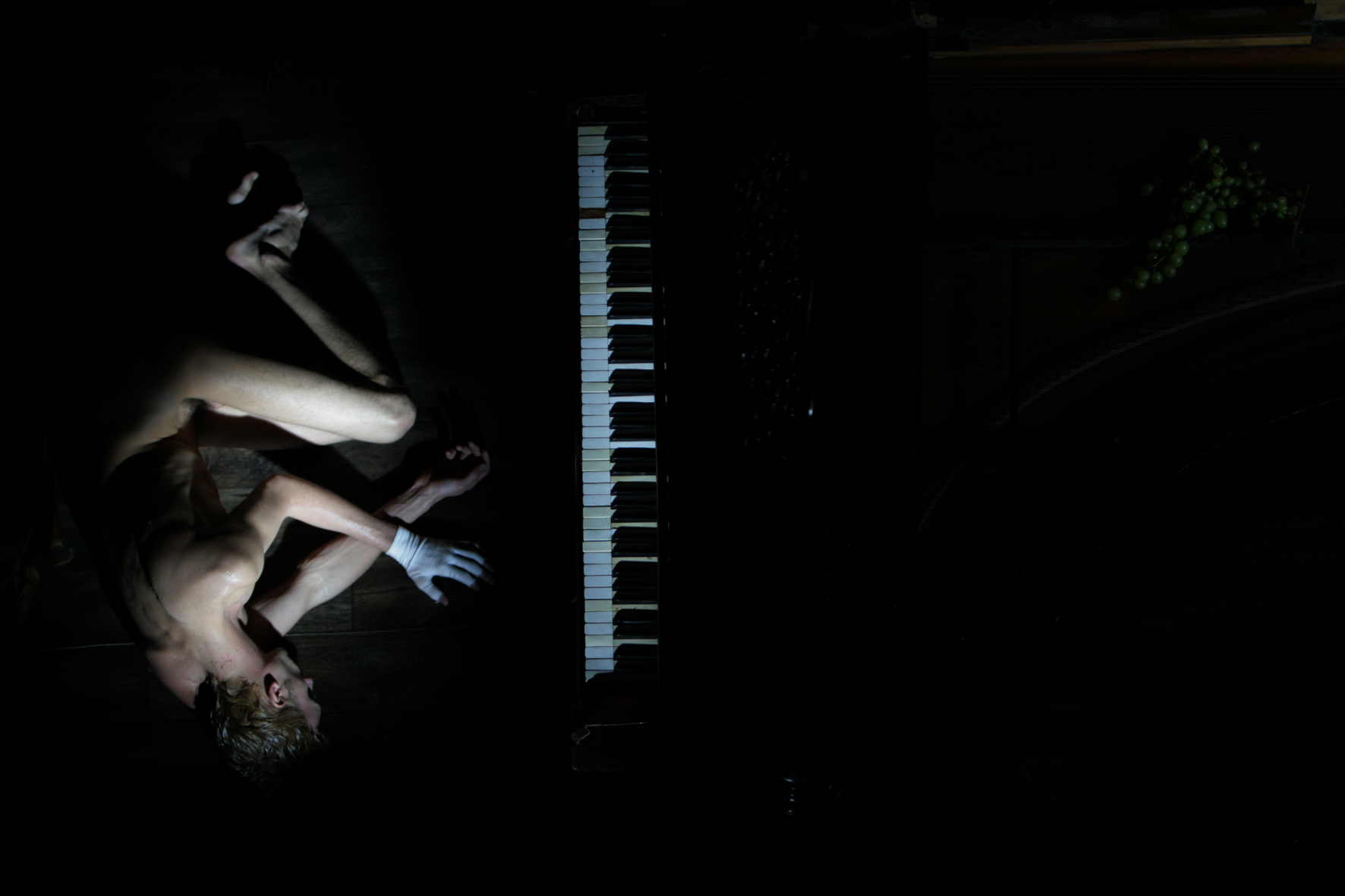
Kadr z filmu

- Mykoła Wereseń (ur. 1960 r.) – znany ukraiński dziennikarz, laureata wielu ukraińskich i zagranicznych premii w dziedzinie dziennikarstwa. W filmie odtworzył trzy główne role – Ojca, Ojca 2 oraz Ojca młodego, występując po raz pierwszy na ekranie.
- Lubow Tymoszewska (ur. 1958 r) – aktorka municypalnego teatru „Kyiv”, zagrała liczne drugoplanowe role w ukraińskich i rosyjskich filmach oraz serialach. W Las Meninas zagrała główną rolę – Matki.
- Hanna Jarowenko (ur. 1974 r.) – reżyser filmów dokumentalnych, operator, scenarzysta. Pierwsza rola w filmie, zagrała główną rolę – Córki.
- Dmytro Czerniawski (ur. 1972 r.) – aktor teatru dramatycznego w Charkowie. Wystąpił w roli Syna.
- Iłona Arsentiewa (ur. 1994 r.) – wystąpiła w roli Córki (dziewczynki). Po raz pierwszy na ekranie.
- Stas Arsentiew (ur. 1998 r.) – uczeń szkoły średniej w Kijowie. Wystąpił w roli Syna (chłopiec). Po raz pierwszy na ekranie.
- Wiktoria Uljanczenko (ur. 1983 r.) – w roli Matki (młodej). Po raz pierwszy na ekranie.
- Waleria Uljanczenko (ur. 1983 r.) – w roli Matki (młodej). Po raz pierwszy na ekranie.

## Muzyka
Matka, jako główna bohaterka filmu w przeszłości była wiolonczelistką, a Syn uczył się gry na fortepianie, dlatego przeważająca część muzyki napisana została dla tych właśnie instrumentów. Reżyser i kompozytor skupili się na samodzielnej, niezależnej roli muzyki jako kontrapunktu do słów oraz obrazu, nie odrzucając jednak koncepcji tradycyjnego wykorzystania muzyki w kinie jako tła dla dialogów, albo sposobu emocjonalnego przekazu. W wielu scenach muzyka wysuwa się na pierwszy plan oraz łączy się z hałasem (szumem natury i tym stworzonym sztucznie), który skomponowany jest wedle muzycznych zasad, dlatego też całą ścieżkę dźwiękową można rozpatrywać jako kompletną instalację muzyczną. Specjalnie dla 15-minutowego muzycznego odcinku filmu (w którym brak jest słów) Szczetynski stworzył Sonatę dla wiolonczeli i fortepianu – samodzielną kompozycję muzyczną, która może być wykonywana oddzielnie od filmu. Współreżyserem tego fragmentu filmu został znany amerykański reżyser teledysków muzycznych Dean Karr.
Paleta stylistyczna muzyki, odpowiednio do wieloplanowej semantycznej struktury filmu, jest dość rozległa – od barokowych, klasycystycznych i późnoromantycznych aluzji do skrajnej atonalności. Kompozytor jednak unika kolażowego zestawienia stylów muzycznych, zmierza w stronę ich integracji i syntezy.

## Nominacje
- 2008 «Tygrys»[6]. Międzynarodowy Festiwal Filmowy w Rotterdamie
- 2008 «Nagroda»[7], Międzynarodowy Festiwal Filmowy w Splicie
- 2008 «Grand Prix»[8], Era Nowe Horyzonty, Wrocław
- 2008 «Nagroda», Mostra Internacional De Cinema Sao Pãulo
- 2008 «Nagroda»[9], l'Alternativa, Niezależny Festiwal Filmowy w Barcelonie
- 2008 «Nagroda FIPRESCI»[10], Transilvania Międzynarodowy Festiwal Filmowy, Cluj-Napoca
- 2008 «Nagroda»[11], Art Film Fest, Międzynarodowy Festiwal Filmowy, Trenczyńskie Cieplice
- 2008 «Nagroda», Kinoshok, Międzynarodowy Festiwal Filmowy, Anapa
- 2009 «Nagroda»[12], Mediawave Festival, Międzynarodowy Festiwal Filmowy, Węgry
- 2009 «Nagroda»[13], Międzynarodowy Festiwal Filmowy w Trieście

## Literatura i źródła
- International Film Guide 2009: the definitive annual review of world cinema, edited by Haydn Smith. 45th Edition. London & New York: Wallflower Press 2009, pp. ISBN 978-1-905674-99-2
- Matamoros C. ¡Viva el cine de los márgenes!, Miradas de Cine, número 81 — diciembre 2008, Retrieved July 13, 2010
- Pethő, Ágnes(inne języki). The Cinema of Sensations. Cambridge: Cambridge Scholars Publishing, 2015, pp. 155–182, ISBN 978-1-4438-6883-9, ISBN 1-4438-6883-3
- Sanders R. Recensie. movie2movie.nl
- Бейкер Марія. Роттердам смотрит кино из Украины и Казахстана., Радіо BBC, 23 января 2008
- Космолінська Наталка. Ігор Подольчак, Ігор Дюрич: У тому, що Україну представлятимуть галичани, є історична справедливість., „Поступ/Брама“ — № 28(686)
- Корниенко C. Las Meninas. Очень авторский фильм. svobodanews.ru, 19.02.08
- Куровець, О. Las Meninas: „Обережно, артхаус!“, «Телекритика», 15-06-2009
- Купінська, А. Десять українських фільмів до річниці незалежності, life.pravda.com.ua, 24.08.2011
- Ложкина, А. "Я мало думаю о зрителе" «Top10», Sep., 2009
- Плахов Андрій. Роттердамские угодники. «Коммерсантъ», № 16/П(3833), 04.02.2008
- Шпилюк А. Игорь Подольчак покоряет голландские высоты.